# Mathilde Rathenau

Emil und Mathilde Rathenau (1881)

Sabine Mathilde Rathenau (* 17. März 1845 in Mainz; † 28. Juli 1926 Schloss Freienwalde/Bad Freienwalde (Oder)) war die Ehefrau des AEG-Gründers Emil Rathenau und Mutter des späteren Reichsaußenministers Walther Rathenau.

## Leben
Mathilde Rathenau stammte aus der alten jüdischen Kaufmanns- und Bankiersfamilie Nachmann, die ihren Stammbaum bis auf den Talmudgelehrten und Kabbalisten Mose Ben Nachman (1194–1270) zurückführt. Die Bankiersfamilie Nachmann war seit dem 18. Jahrhundert in Mainz ansässig. Ihr Vater, der Bankier Isaak Nachmann (1816–1870), zog mit der Familie 1855 nach Frankfurt am Main, nicht zuletzt um Mathilde eine angemessene Schulbildung zu ermöglichen. 1866 heiratete sie den Berliner Industriellen Emil Rathenau (1838–1915). Ihre beträchtliche Mitgift bringt sie in die Firma ihres Mannes ein. Mit Emil Rathenau hatte sie die Kinder Walther (1867–1922), Erich (1871–1903) und Edith (1883–1952). Vor allem zu Walther hatte Mathilde ein enges Verhältnis und vermittelte ihm Interesse für Kunst und Wissenschaft.
Anlässlich ihrer Silberhochzeit gründeten die Eheleute Rathenau 1892 die „Mathilde-Rathenau-Stiftung für weibliche Angehörige und Hinterbliebene von Angestellten der AEG und Berliner Elektrizitätswerke“. Diese Stiftung sollte allen weiblichen Beschäftigten, allen Ehefrauen von Beschäftigten und deren Kindern kostenlose medizinische Behandlung im Krankheitsfall gewährleisten. Die Stiftung finanzierte außerdem Aufenthalte von Kindern der Angestellten in Ferienkolonien und unterhielt einen Pensions- und Unterstützungsfonds.

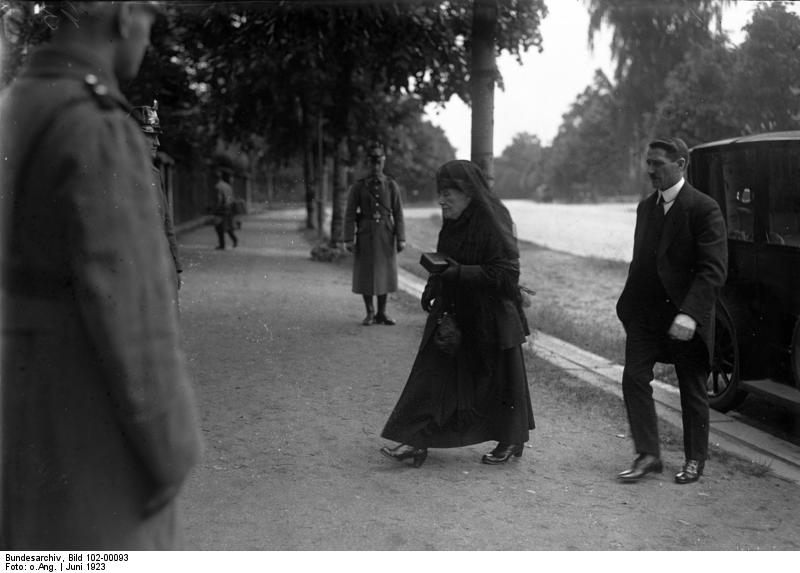
Mathilde Rathenau auf dem Weg zur Eröffnung des Walther-Rathenau-Museums in dessen Villa in der Königsallee 65 in Grunewald. (Juni 1923)

Die Ermordung ihres Sohnes Walther 1922 traf Mathilde Rathenau schwer. Sie spielte eine wichtige Rolle bei den Gedenkfeiern, verkörperte sie doch, so die Historikerin Manuela Achilles, aus der republikanischen Perspektive einerseits die zutiefst verletzte Republik, andererseits aber auch Vergebung und Versöhnung. Dazu trug ein häufig zitierter Brief bei, den Mathilde Rathenau anlässlich des Strafprozesses gegen die Verschwörer an die Mutter des wegen Mordes angeklagten Ernst Werner Techow schrieb:

„In namenlosem Schmerz reiche ich Ihnen, Sie ärmste aller Frauen, die Hand. Sagen Sie Ihrem Sohn, daß ich im Namen und Geist des Ermordeten ihm verzeihe, wie Gott ihm verzeihen möge, wenn er vor der irdischen Gerechtigkeit ein volles offenes Bekenntnis ablegt und vor der göttlichen bereut. Hätte er meinen Sohn gekannt, den edelsten Menschen, den die Erde trug, so hätte er eher die Mordwaffe auf sich selbst gerichtet, als auf ihn. Mögen diese Worte Ihrer Seele Frieden geben.“

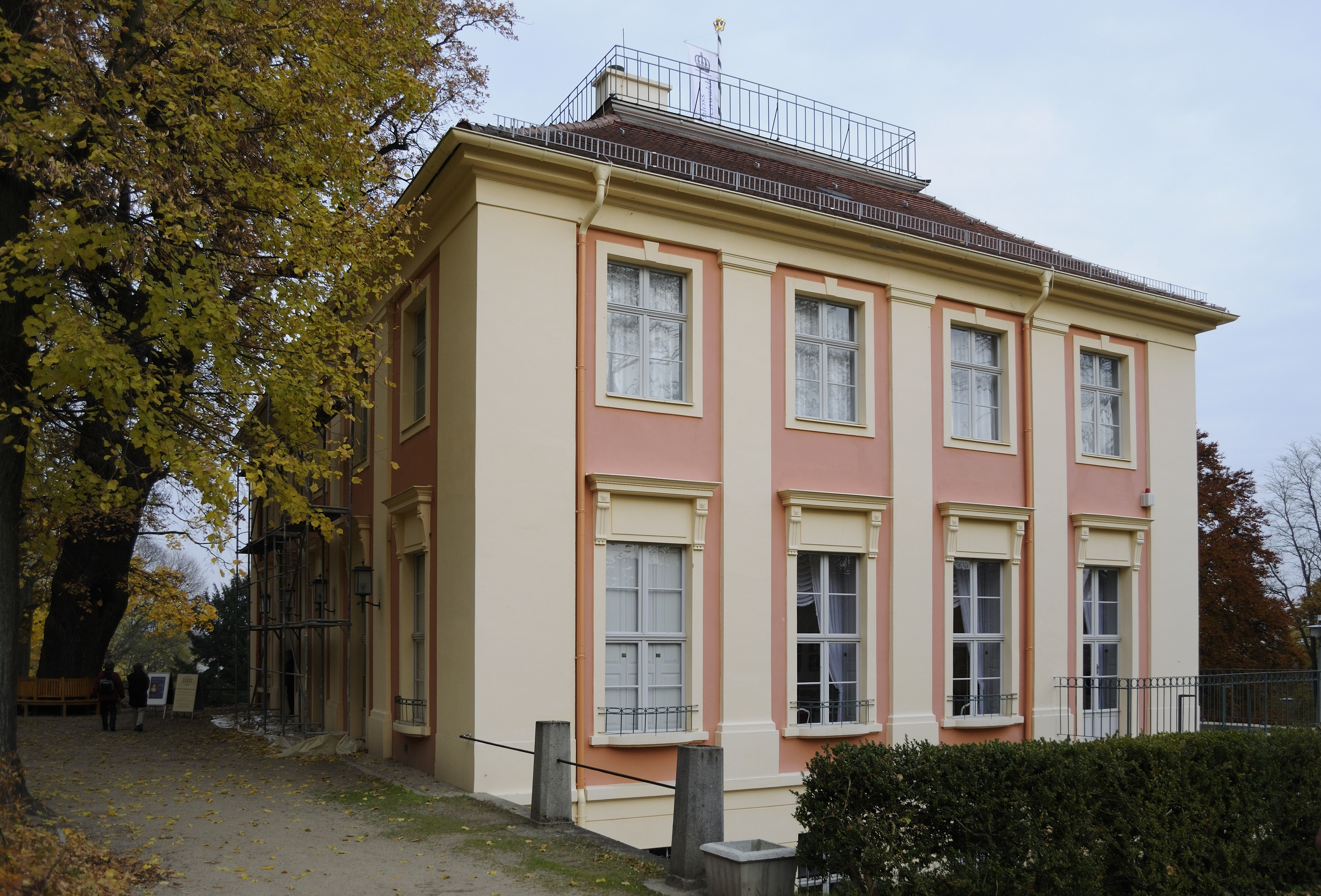
Schloss Freienwalde (Herbst 2010)

In ihren letzten Lebensjahren bemühte sich Mathilde Rathenau um das öffentliche Andenken an ihren Sohn Walther. Sie ordnete seinen Nachlass und gewann Dezember 1922 Harry Graf Kessler für die Abfassung einer ersten offiziellen Biographie, nachdem sie zuerst an Stefan Zweig gedacht hatte. Im Juni 1923 übergab sie die Villa in der Koenigsallee in Berlin-Grunewald dem Staat für ein Museum und als Sitz der neu gegründeten Walther-Rathenau-Stiftung. Nach ihrem Tod auf Walther Rathenaus Sommersitz Schloss Freienwalde verschenkten ihre Erbinnen Schloss und Stiftungsanteile an den Landkreis Oberbarnim.
Ihre letzte Ruhe fand sie in der Familiengrabstätte der Familie Rathenau auf dem landeseigenen Waldfriedhof Oberschöneweide im Feld I/1.

## Ehrungen

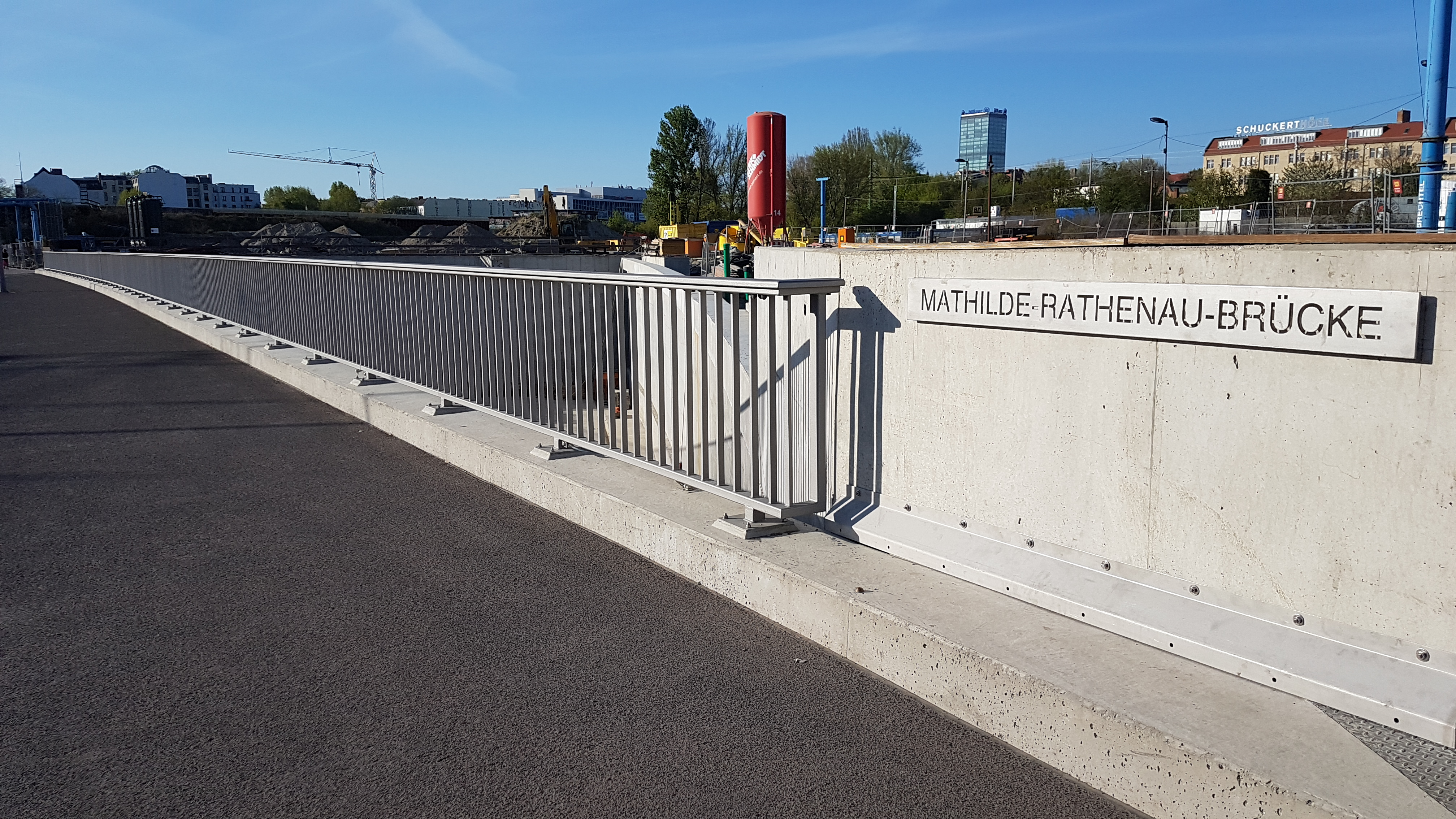
Mathilde-Rathenau-Brücke im April 2019

Die Mathildenstraße in Berlin-Oberschöneweide ist nach Mathilde Rathenau benannt. Der Vorschlag der BVV Treptow-Köpenick, auch eine neue Spreebrücke nach ihr zu benennen, wurde 2016 verworfen. Im Februar 2019 wurde dann eine andere Brücke nach ihr benannt: Auf der Mathilde-Rathenau-Brücke in Berlin-Plänterwald führt die Kiefholzstraße über den neuen Bauabschnitt der Autobahn A 100.